# Фабричное (Свердловская область)
Фабри́чное — посёлок в Туринском городском округе Свердловской области, России. Вместе с близлежащими сельскими населенными пунктами образует Фабричное сельское управление Администрации Туринского городского округа.

## Географическое положение
Посёлок Фабричное Туринского городского округа расположен в 6 километрах к северо-востоку от города Туринска (по автотрассе — 7 километров), в лесной местности, на левом берегу реки Таборинка (левый приток реки Тура). В окрестностях посёлка имеется гидрологический и ботанический природный памятник — лечебный водоисточник.

## Узкоколейка Смычка – Фабричное
Посёлок Фабричное был связан с ныне упраздненным посёлком Окунёво узкоколейной железной дорогой протяженностью в 60 километров. К 2017 году полностью разобрана, сохранилась насыпь и остатки мостов.

## Достопримечательности
В окрестностях имеется детский летний лагерь.

## Население
| 2002 | 2010  | 2021 |
| ---- | ----- | ---- |
| 1307 | ↘1083 | ↘780 |